# Bara Remec
Bara Remec, slovenska slikarka in ilustratorka, * 12. januar 1910, Ljubljana, Slovenija, † 1. marec 1991, San Carlos de Bariloche, Argentina.

## Kratek življenjepis
Rodila se je v Ljubljani 12. januarja 1910 v družini politika in učitelja Bogumila Remca in avtorice kuharskih knjig Marije Debevec. V družini je bilo pet otrok, najstarejši, jezuit Bogumil Remec in štiri dekleta, od katerih je Mara umrla v mladosti, Vera se je poročila z Tinetom Debeljakom, Bara in Vladimira sta ostali samski.
Bara Remec se je likovno izpopolnjevala na umetniški akademiji v Zagrebu v času, ko je bil njen rektor kipar Ivan Meštrović. Po končanem študiju leta 1935 je ostala še dve leti v Zagrebu, kjer je poučevala. Po vrnitvi v Ljubljano je večkrat sodelovala na skupinskih razstavah. Hkrati se je uveljavila kot ilustratorka v publikacijah, ki jih je urejal Tine Debeljak v Dom in svetu  in seriji prevodov iz slovanske književnosti.
Domovino je zapustila 5. maja 1945. Nekaj časa je bivala v Avstriji, obiskovala begunska taborišča Vetrinj, Lienz in Peggez, nato pa odšla v Italijo, živela v Trstu in v Rimu. 
V Rimu je naredila ilustracije za antologijo poljske poezije in veliko slikala. Začela je pripravljati ilustracije za Debeljakovo Črno mašo za pobite Slovence. V njih je zajeta vsa tragika revolucije, bolečina begunstva in povojnih grozot. Ob koncu leta 1947 je odšla v Argentino.
Prva leta v novi domovini so bila polna skrbi, značilnih za nove priseljence, se pravi, poskrbeti za službo in streho nad glavo. Ko so Slovenci v Argentini osnovali Slovensko kulturno akcijo (SKA), je postala članica likovnega odseka. Dala je pobudo za ustanovitev umetniške šole pri SKA. Vzgojila je vrsto slovenskih likovnih ustvarjalcev.
Bara Remec je živela v mestu Buenos Aires. Tu je razstavila olja in akvarele v galerijah Antú, Huemul, Libertad, Van Riel, Quo Vadis, v mestih Mar del Plata, San Carlos de Bariloche, Tilcara, San Martin de los Andes, največkrat pa v okviru SKA v Slovenski hiši. Zunaj Argentine je razstavljala na Danskem, v ZDA in Kanadi.
Predvsem je poznano njeno slikarsko delo (velika olja, akvareli) ter grafika (risbe, lesorezi in linorezi), manj pa njena mala plastika, oblikovana v keramiki. Poglavje zase in še neobdelano področje njenega opusa so neštevilne male risbe in akvareli v velikosti razglednic, katere je darovala svojim sorodnikom in znancem ob raznih priložnostih, prav tako njeni exlibrisi. Kot je bil samosvoj njen karakter, je tudi izrazni slog njene umetnosti.
S svojimi grafikami (lesorezi, linorezi in perorisbami) je ilustrirala številne knjige, ki so izšle v Argentini, predvsem pesniške zbirke avtorjev kot so Tine Debeljak, France Balantič, Vladimir Kos in Vojko Arko, prav tako številne Debeljakove prevode iz poljske književnosti in Dantejeve Božanske komedije.
Ni našla umetniškega navdiha v velemestni puhlosti in frivolnosti Buenos Airesa. Vsako leto je za nekaj mesecev odšla v odmaknjen svet argentinskih Indijancev, tako na sever Argentine, v province Salta, Tucuman in Jujuy, kot tudi v južne predele države, v bližino mesta San Carlos de Bariloche. Vživela se je  v arhaični svet Indijancev, bliže ji je bil, kot svet potrošniške zahodne civilizacije. Živela je skromno, navezana le na družino in na ozek krog znancev.
Dolga leta je bila zamolčana v domovini. Šele, ko je Slovenija postala svobodna in samostojna, je pristala na razstavo svojih del. Irene Mislej je pripravila njeno razstavo v Mestni galeriji Ljubljana med 10. in 30. junijem 1991 ter uredila obširen katalog z eseji, življenjepisom in barvnimi prilogami.
O njenem življenju in delu je bil v letih 1998−2000 posnet dokumentarni film z naslovom Slikarka sinjih oči. Scenarij je napisal Zorko Simčič, režijo pa izvedla Vanda Brvar. Film, ki traja 50 min., je bil izveden v koprodukciji podjetja Profocus iz Maribora in TV Slovenija.
Bara Remec je umrla 1. marca 1991 v San Carlos de Bariloche.